# Patrik Ćavar
Patrik Ćavar  (nacido el 24 de marzo de 1971 en Metković, Yugoslavia, ahora Croacia) fue jugador de balonmano de la selección croata.
Ha sido uno de los mejores jugadores de balonmano de la década de 1990 que han pasado por la liga ASOBAL. Deportista polivalente, un auténtico todoterreno, ha jugado de central, extremo izquierdo e incluso de pivote en su última época en el BM Granollers.

## Trayectoria
| \| Patrik Ćavar \| \| \| \| \| \| \| \| \| TEMP. \| Club \| G.T. \| L.T. \| % \| G.7m \| L.7m \| %7m \| \| 1990-91 \| RK Zagreb \| \| \| \| \| \| \| \| 1991-97 \| Badel 1862 Zagreb \| \| \| \| \| \| \| \| 1997-98 \| FC Barcelona \| 93 \| 139 \| 67 \| 17 \| 23 \| 74 \| \| 1998-99 \| FC Barcelona \| 119 \| 163 \| 73 \| 28 \| 33 \| 85 \| \| 1999-00 \| FC Barcelona \| 92 \| 141 \| 65 \| 32 \| 40 \| 80 \| \| 2000-01 \| FC Barcelona \| 72 \| 115 \| 63 \| 18 \| 23 \| 78 \| \| 2001-02 \| BM Granollers \| 93 \| 128 \| 73 \| 42 \| 51 \| 82 \| \| 2002-03 \| BM Granollers \| 175 \| 265 \| 66 \| 63 \| 80 \| 79 \| \| 2003-04 \| BM Granollers \| 214 \| 290 \| 74 \| 111 \| 131 \| 85 \| \| 2004-05 \| BM Granollers \| 135 \| \| \| \| \| \| \| 2005-06 \| Medvescak Zagreb \| \| \| \| \| \| \| | - Temp.: temporada - Club: equipo en el que milita - G.T.: goles totales marcados en la liga Asobal - L.T.: lanzamientos totales - %: efectividad de lanzamiento - G.7m: goles marcados de penalti - L.7m: lanzamientos de penalti - %7m: efectividad en los lanzamientos de penalti |      |      |    |      |      |     |
| Patrik Ćavar | |      |      |    |      |      |     |
| TEMP. | Club | G.T. | L.T. | %  | G.7m | L.7m | %7m |
| 1990-91 | RK Zagreb |      |      |    |      |      |     |
| 1991-97 | Badel 1862 Zagreb |      |      |    |      |      |     |
| 1997-98 | FC Barcelona | 93   | 139  | 67 | 17   | 23   | 74  |
| 1998-99 | FC Barcelona | 119  | 163  | 73 | 28   | 33   | 85  |
| 1999-00 | FC Barcelona | 92   | 141  | 65 | 32   | 40   | 80  |
| 2000-01 | FC Barcelona | 72   | 115  | 63 | 18   | 23   | 78  |
| 2001-02 | BM Granollers | 93   | 128  | 73 | 42   | 51   | 82  |
| 2002-03 | BM Granollers | 175  | 265  | 66 | 63   | 80   | 79  |
| 2003-04 | BM Granollers | 214  | 290  | 74 | 111  | 131  | 85  |
| 2004-05 | BM Granollers | 135  |      |    |      |      |     |
| 2005-06 | Medvescak Zagreb |      |      |    |      |      |     |

## Palmarés individual
- Mejor jugador de la Liga Asobal 1998-99
- Máximo goleador de los Juegos Olímpicos de Atlanta 1996
- Incluido en el equipo ideal de los Juegos Olímpicos de Atlanta 1996
- 5 veces mejor jugador de la liga de Croacia
- 5 veces máximo goleador de la liga de Croacia

## Palmarés selección
- 133 partidos con la selección de Croacia
- 45 partidos con la selección Júnior de Yugoslavia

- Selección de Yugoslavia
  -  Medalla de bronce en Mundial Junior de España 1989

- Selección de Croacia
  -  Medalla de oro en Juegos Olímpicos de Atlanta 1996
  -  Medalla de plata en el Mundial de Balonmano de Islandia 1995
  -  Medalla de bronce en Europeo de Balonmano de Portugal 1994

## Palmarés clubes
- 5 Copa de Europa: 1991-92, 1992-93, 1997-98, 1998-99 y 1999-00
- 3 Subcampeón Copa de Europa: 1994-95 y 1995-96
- 3 Supercopa de Europa: 1997-98, 1998-99 y 1999-00
- 7 Liga de Croacia: 1990-91, 1991-92, 1992-93, 1993-94, 1994-95, 1995-96 y 1996-97
- 3 Liga Asobal: 1997-98, 1998-99 y 1999-00
- 2 Copa del Rey: 1997-98 y 1999-00
- 2 Copa Asobal: 1999-00 y 2000-01
- 3 Supercopas: 1997-98, 1999-00 y 2000-01

- Datos: Q734015